# مار روكز (المتن)
مار روكز هي إحدى القرى اللبنانية من قرى قضاء المتن في محافظة جبل لبنان.